# اتفاقية إنشاء جامعة الخليج العربي
اتفاقية إنشاء جامعة الخليج العربي هي اتفاقية تعليمة وُقّعت في قصر الرفاع في المنامة عاصمة دولة البحرين في 28 أغسطس 1980م. تنص الاتفاقية على إنشاء وتأسيس جامعة الخليج العربي.

## الاتفاقية
نصت الاتفاقية على أن حكومات دولة الإمارات العربية المتحدة ودولة البحرين ودولة الكويت والمملكة العربية السعودية والجمهورية العراقية وسلطنة عمان ودولة قطر اتفقت على أن تنشئ جامعة تسمى جامعة الخليج العربي وتكون دولة البحرين مقراً لها، ويشار إليها في هذه الاتفاقية بلفظ الجامعة. تلتزم الدول الموقعة على هذه الاتفاقية بدعم واستمرار الجامعة مادياً ومعنوياً بالوسائل الممكنة المؤدية لذلك. يتمتع ممثلو الدول الأعضاء في مجلس الأمناء بالمزايا والحصانات المقررة لأمثالهم في اتفاقية المزايا والحصانات لجامعة الدول العربية، وتعفى الجامعة من الرسوم الجمركية وقوانين النقد بالنسبة لما تستورده أو تصدره من أدوات ومواد خاصة باستعمالها أو أداء لمهماتها الرسمية كما تعفى مبانيها من الضرائب المباشرة المفروضة عليها، تمنح تسهيلات للعاملين في الجامعة من غير رعايا دولة المقر وذلك وفقاً للقوانين والأنظمة المقررة فيما يتعلق بإجراءات الإقامة والسفر، ويسري ذلك على جميع العاملين وزوجاتهم وأولادهم القصر سواء أكانوا من أعضاء هيئة التدريس أو الموظفين الفنيين أو الإداريين أو الخبراء الذين تستعين بهم الجامعة أثناء أداء مهماتهم. تستعين الدول الأعضاء في هذه الاتفاقية كلما دعت الحاجة بالجامعة وأجهزتها وأساتذتها في مشروعاتها وخططها وبرامجها المتعلقة بالتعليم العالي والبحث العلمي والتقني وتحدد شروط قيام الجامعة بهذه الأعمال في اتفاق مستقل يعقده رئيس الجامعة في كل حالة على حدة مع الدول الطالبة. يقوم تنظيم الجامعة وإدارتها على أساس المساواة التامة بين الدول الموقعة على هذه الاتفاقية، ويحدد المؤتمر العام أسس هذه المساواة.
تقبل الجامعات الطلاب بناء على ترشيح دولهم ووفق الشروط المقررة للقبول في كل تخصص من تخصصات الجامعة، تخصص نسبة 30% من عدد الطلاب المقرر قبولهم في كل تخصص لأبناء الدول التي يوجد لديها مثل هذا التخصص في جامعاتها المحلية، توزيع نسبة 70% الباقية من العدد المقرر قبوله في كل تخصص بالتساوي بين الدول الأعضاء بما في ذلك الدول التي خصصت لأبنائها نسبة 30%. يقتصر القبول في الجامعة على الطلاب من أبناء الدول الأعضاء في مكتب التربية العربية لدول الخليج، ويجوز قبول ما لا يزيد عن 5 % من عدد الطلاب المقبولين في كل تخصص من أبناء الدول العربية غير الأعضاء. يمنع الاختلاط بين الطلاب والطالبات في الجامعة سواء أكان ذلك في قاعات الدراسة أو في المساكن الجامعية.